# Potentilla sericoleuca
Potentilla sericoleuca là loài thực vật có hoa trong họ Hoa hồng. Loài này được (Rydb.) J.T. Howell miêu tả khoa học đầu tiên năm 1945.

## Hình ảnh

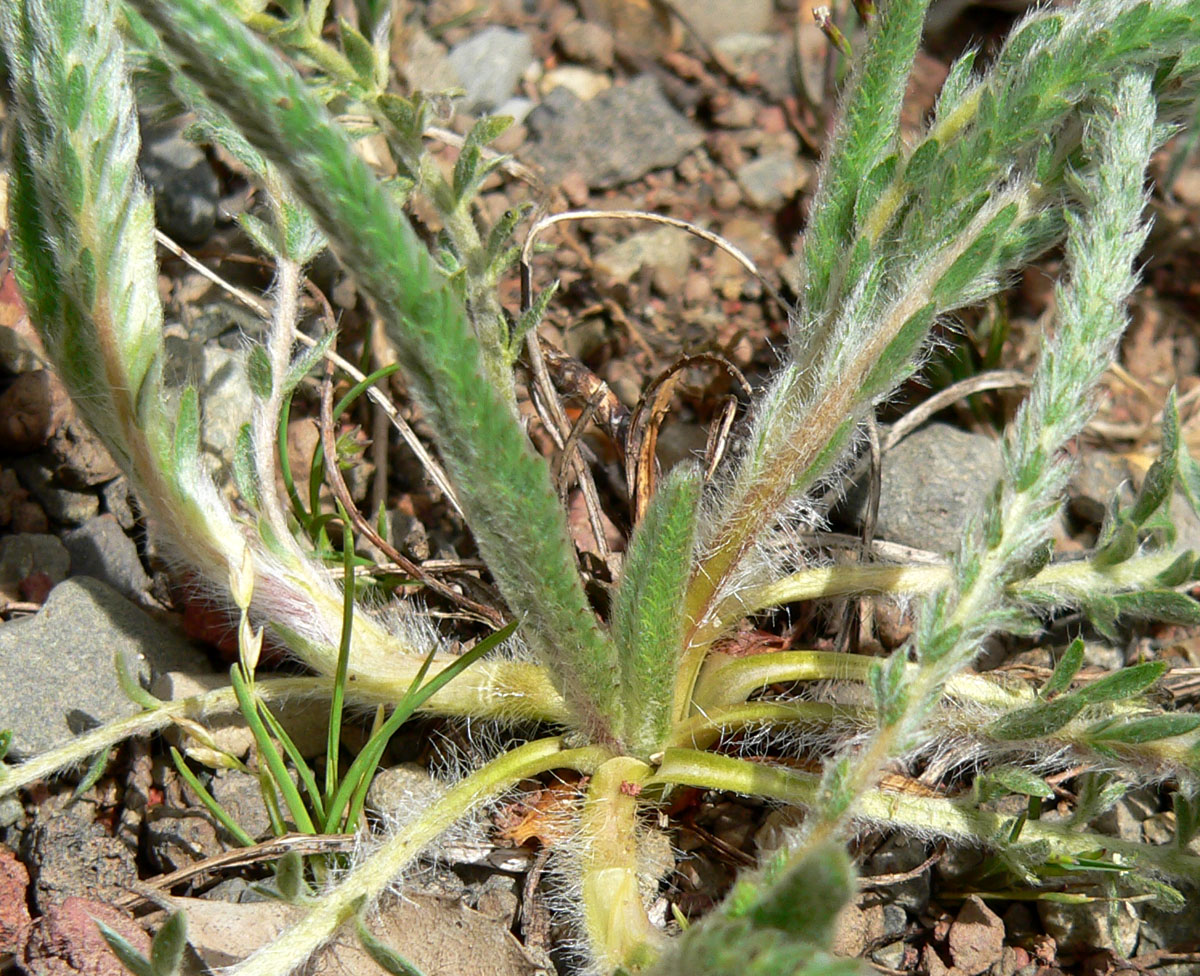
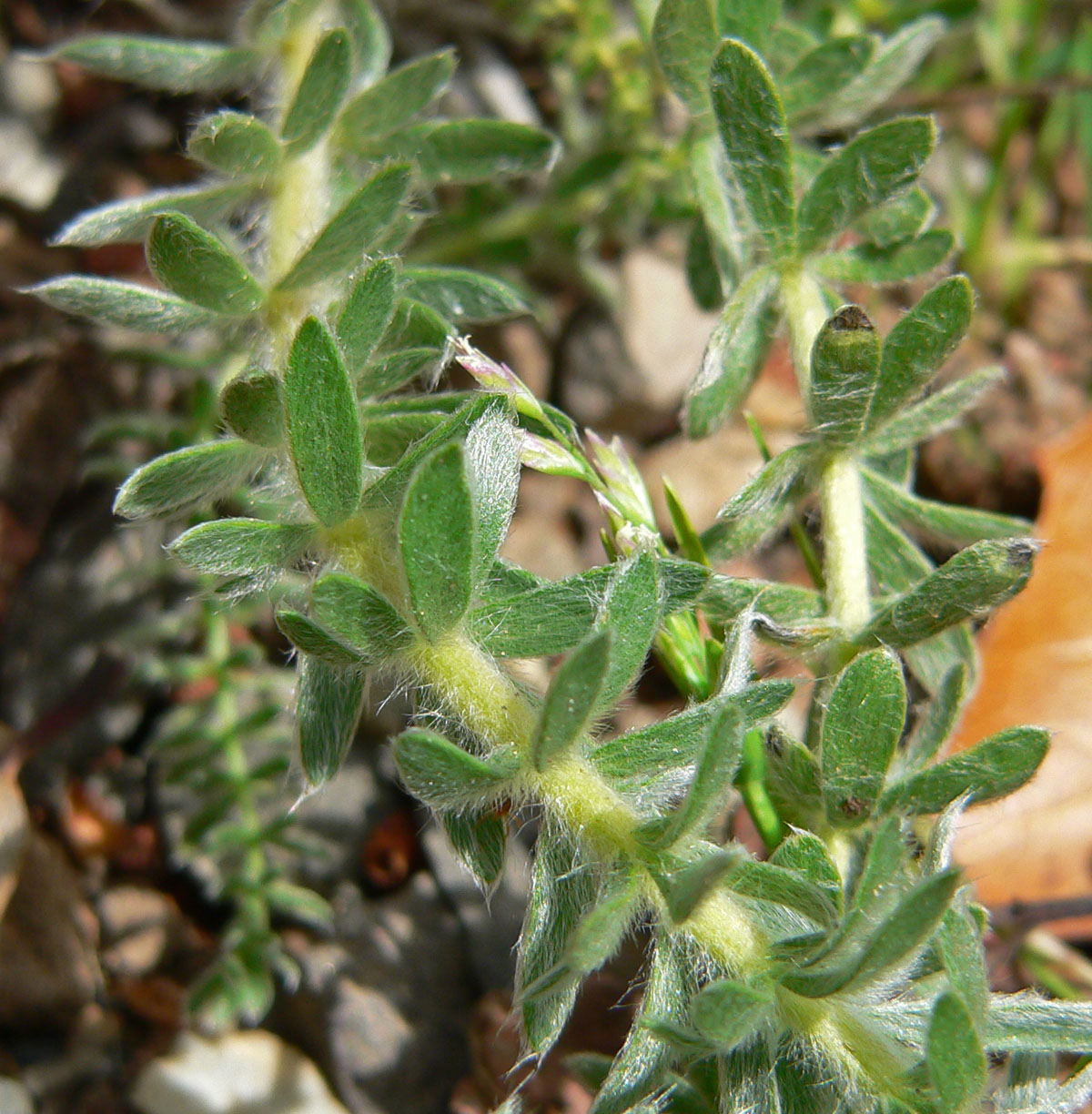